# Ponte di Nusle
Il ponte di Nusle (in ceco: Nuselský most) è un grande viadotto stradale che varca la valle di Nusle, quartiere della città di Praga.
Esso è percorso da una strada a scorrimento veloce, e, al suo interno, dalla linea C della metropolitana di Praga (tra le stazioni di I. P. Pavlova e Vyšehrad).

## Descrizione
La costruzione iniziò nel 1968 e fu aperto al traffico 22 febbraio 1973. Chiamato anche ponte Klement Gottwald (in ceco: Most Klementa Gottwalda) in onore di Klement Gottwald, il ponte è lungo 485 metri e largo 26,5 metri, ed è costituito da una struttura in cemento armato con quattro pilastri. Due sezioni del ponte hanno una lunghezza di 68,5 m mentre le altre tre di 115,5 m. L'altezza media del ponte sopra la vallata sottostante è di 42,5 m.